# Heliconius arcuatus
Heliconius arcuatus är en fjärilsart som beskrevs av Johann August Ephraim Goeze 1779. Heliconius arcuatus ingår i släktet Heliconius och familjen praktfjärilar. Inga underarter finns listade i Catalogue of Life.